# Johannes Muth
Johannes Muth (auch Johann Muth; geboren in Homberg (Efze) 1468; gestorben 1504) war ein hessischer Verwaltungsjurist und Kanzler.

## Leben

### Herkunft
Der aus einer wohlhabenden Patrizierfamilie stammende Muth verwaiste schon als Kind. Der gleichnamige Vater Johannes Muth war Ratsherr und Bürgermeister in Homberg an der Efze (1456 Henrich Rückersfeldt und Johann Muth consules), und die Mutter war Anna, geborene von Crutzburgk (Kreutzburg). Sein jüngerer Bruder war der Humanist Mutianus Rufus (eigentlich Conrad Muth).

### Ausbildung und Wirken
Muth studierte mit seinem jüngeren Bruder die Rechte. Ab 1486 war er an der Universität Erfurt immatrikuliert, wo er die juristische Lizentiatenwürde erhielt und 1498 zum Doktor beider Rechte promoviert wurde.
Schon ab Mai 1496 ist er als Kanzler des Landgrafen Wilhelm II. belegt, als Nachfolger des ab 1491 gewesenen Kanzlers Johannes Westerburg (vollständig Johannes Piscatoris von Westerburg). Muth bekleidete dieses Amt bis 1503, in welchem Jahr er auch als Beisitzer am Marburger Hofgericht genannt ist, an dessen Einrichtung im Jahr 1500 er maßgeblich beteiligt war. Ebenfalls 1503 war sein Bruder Conrad (Mutianus Rufus) für kurze Zeit als Rat am Hof des Landgrafen Wilhelm II. bestallt.
Muth war außer Johann Engelländer († 1517) der erste nichtklerikale Jurist, der hessischer Kanzler wurde. Der aus Ingolstadt stammende Engelländer war 1505 als Muths Nachfolger Kanzler des Landgrafen zu Marburg. Landgraf Wilhelm II. starb 1509. 1510 ist Engelländer Kurmainzer Kanzler.

### Familie
Muths Witwe Margarethe, geborene Schrendeisen († 1568), Tochter des Schultheißen in Gudensberg Ludwig Schrendeisen (urkundlich 1468 bis 1511) und Schwester des Hiob Schrendeisen (um 1460–nach 1519), heiratete 1506 den Fritzlarer Schöffen Philipp Katzmann aus dem bedeutendsten Fritzlarer Patriziergeschlecht, den Katzmann. Muth hatte mit Margarethe Schrendeisen eine Tochter Margaretha Muth. Nach Muths Tod war deren Oheim, der zu den hessischen Regenten gehörende Hiob Schrendeisen (Job Schrendeisen), zusammen mit dem mit ihm verschwägerten Kammermeister Georg Nußpicker, deren Vormund. Gemäß einer Kasseler Stadtrechnung von 1526 war sie („Doctor Muts thochter“) verheiratet mit Jacob Breitruck, Bürgermeister zu Homberg, der aus dem alten Marburger Ratsherrengeschlecht Breitrück stammte. Dieses saß ursprünglich in Wetter bei Marburg, wo 1330 „Guntherus dictus Bretrucke de Wettere“ (Günther Breitrück) urkundete. Jakob Breitrück siegelte am 20. Februar 1526 mit seinem Vollwappen. Johann von Linsingen gestattete seinem Schwager Jakob Breitrück 1540 die Lösung des halben Zehnten vor der Strudt zu Freudenthal. Die Breitrück zu Marburg und zu Homberg an der Efze waren unter anderem mit dem Zehnten zu Ockershausen bei Marburg belehnt.